# Ameletus majusculus
Ameletus majusculus är en dagsländeart som beskrevs av Zloty 1996. Ameletus majusculus ingår i släktet Ameletus och familjen Ameletidae. Inga underarter finns listade i Catalogue of Life.